# Ultimax 100
A Ultimax 100 é uma metralhadora leve de calibre 5,56 mm fabricada em Singapura, desenvolvida pela Indústrias Fretadas de Cingapura (CIS, agora ST Kinetics) por uma equipe de engenheiros sob a orientação do projetista de armas de fogo americano L. James Sullivan. A arma é extremamente precisa devido ao seu sistema operacional de recuo constante e é uma das metralhadoras mais leves do mundo.
O trabalho em uma nova arma leve de apoio para o Exército de Singapura começou em 1978. A arma é produzida pela CIS (atualmente STK—Singapore Technologies Kinetics), inicialmente na versão Mark 1, depois—a Mark 2 e atualmente, na Mark 3 e variante Mark 4. A Ultimax 100 (também chamado de U 100) é usado em número significativo pelas forças armadas de Cingapura, Croácia e Filipinas. A variante Mark 3 é atualmente usada nas Forças Armadas de Cingapura principalmente como arma de apoio e é classificada e conhecida pelos soldados como arma automática de esquadrão.

## Operadores
- Bósnia e Herzegovina[4]
- Brunei: Adotada para substituir as Colt M16 HBAR.[5]
- Chile: Fuzileiros Navais do Chile, substituída em 2014 pela Heckler & Koch MG4.[6]
- Croácia[7]
- Fiji[3]
- Indonésia: Grupo de mergulhadores táticos Komando Pasukan Katak (Kopaska) e grupo de forças especiais Komando Pasukan Khusus (Kopassus).[8]
- Papua-Nova Guiné[3]
- Peru[9]
- Filipinas[9][2]
- Sérvia: Usadas pela SAJ.[10]
- Singapura: Encomendadas pelo Exército de Singapura em 1982.[11]
- Eslovênia:[9] Usadas pela Specialna Enota Policije.[12]
- Ilhas Salomão: Força Policial Real das Ilhas Salomão comprou 50.[3]
- Tailândia[2]
- Estados Unidos: Conhecida por ser usada pelos Boinas Verdes do Exército.[13]
- Zimbabwe[9]

### Operadores não estatais
- Exército de Libertação Nacional Karen[14]
- Novo Exército Popular[15]
- Tigres Tâmeis[16]